# Henri Brugnot
Pour les articles homonymes, voir Brugnot.
Henri Brugnot, né à Lyon le 24 mars 1874 et mort à Uzès le 20 janvier 1940, est un peintre français.

## Biographie
Élève de Jean-Baptiste Poncet à l'école des beaux-arts de Lyon (1890), puis de Fernand Cormon et Gustave Moreau à Paris, on lui doit des paysages et des portraits.
Sociétaire du Salon d'automne, il reçoit une mention honorable au Salon des artistes français de 1901.